# Håkan Undén
Hans Håkan Undén, född 31 maj 1919 i Runtuna socken, Södermanlands län, död 3 februari 1993 i Sollentuna, var en svensk konsthantverkare och skulptör.
Han var son till överingenjören Hans Niklas Undén och Margit Åberg samt gift första gången 1950 med läraren Ulla Hjohlman. Undén studerade vid Tekniska skolan i Stockholm 1939–1943 och praktikarbetade därefter på bland annat vid Steninge Lervarufabrik och Arabia i Helsingfors. Han etablerade en egen verkstad i Sigtuna där han arbetade med keramik, trä och metall. Hans konst består av nyttobetonade keramiska föremål och porträttskulpturer. Han medverkade i samlingsutställningar arrangerade av Konsthantverkarnas gille och ett flertal fristående konsthantverksutställningar. Undén är representerad vid keramikmuseet i Faenza i Italien samt ett konsthantverksmuseum i Buenos Aires.